# Agha Shahid Ali
Agha Shahid Ali (Nova Delhi, 4 de fevereiro de 1949 - Amherst, 8 de dezembro de 2001) foi um poeta da Caxemira que, posteriormente tornou-se cidadão dos Estados Unidos. A University of Utah Press concede o Prêmio Agha Shahid Ali de poesia anualmente "em memória de um célebre poeta e professor amado".

## Biografia
Agha Shahid Ali nasceu na ilustre e altamente educada família Agha de Srinagar, Caxemira. Foi criado na Caxemira, mas partiu para os Estados Unidos em 1976. O pai de Shahid, Agha Ashraf Ali, era um renomado educador de Jammu e Caxemira. A avó de Shahid, Begum Zaffar Ali, educadora, foi a primeira mulher matriculada da Caxemira. Shahid foi educado na Escola Burn Hall, mais tarde na Universidade da Caxemira e no Hindu College, na Universidade de Delhi. Ganhou um Ph.D. em inglês da Universidade Estadual da Pensilvânia, em 1984, e um M.F.A. da Universidade do Arizona em 1985. Ocupou cargos de professor em nove universidades e faculdades na Índia e nos Estados Unidos.
A educação de Shahid era absolutamente secular. Adorava a pintura do lenço de Santa Verônica, que Zakir Hussain havia presenteado a seu pai, Agha Ashraf Ali. De fato, o primeiro poema que ele escreveu foi aos 12 anos sobre Cristo. Shahid e seu irmão Iqbal, ambos estudaram em uma escola católica irlandesa e em uma entrevista, ele lembrou que: "Nunca houve uma sugestão de qualquer tipo de paroquialismo em casa".
Ali expressou seu amor e preocupação por seu povo em In Memory of Begum Akhtar e The Country Without a Post Office, que foi escrito com o conflito da Caxemira como pano de fundo.
Ali ficou profundamente comovido com a música de Begum Akhtar. Vários nichos em seu apartamento tinham fotos das pessoas que haviam influenciado profundamente seu trabalho - a foto de Akhtar ocupava um desses espaços. Os dois se conheceram através de um amigo de Akhtar quando Ali era adolescente e sua música se tornou uma presença duradoura em sua vida. Características de sua interpretação ghazal - a presença de inteligência, jogo de palavras e nakhra (afetação) também foram encontradas na poesia de Ali. No entanto, Amitav Ghosh suspeita que a conexão mais forte entre os dois surgiu da ideia de que "a tristeza não tem uma máscara mais fina do que uma leveza estudada" - traços que foram vistos no comportamento de Ali e Akhtar em suas respectivas vidas.

## Morte
Shahid morreu de câncer no cérebro em dezembro de 2001, em Amherst, Massachusetts.